# 3-Phenylphthalid
3-Phenylphthalid ist ein aromatisches γ-Lacton mit einem Isobenzofuran-Grundgerüst und der einfachste Vertreter der 3-Arylphthalide, von denen einige interessante pharmakologische Eigenschaften besitzen. Bei den konventionellen Syntheserouten entsteht das chirale 3-Phenyl-1(3H)-isobenzofuranon als Racemat.

## Vorkommen und Darstellung

### Synthese aus 2-Carboxybenzaldehyd (Phthalaldehydsäure)
Nach einer Veröffentlichung aus dem Jahr 1908 fällt 3-Phenylphthalid bei der Umsetzung von 2-Carboxybenzaldehyd (als 3-Hydroxyphthalid) mit einem großen Überschuss der Grignard-Verbindung Phenylmagnesiumiodid an.
Die Reaktion von Phthalaldehydsäure mit Benzol in Gegenwart von konzentrierter Schwefelsäure bei Raumtemperatur erzeugt 3-Phenyl-1(3H)-isobenzofuranon innerhalb einer Stunde in praktisch quantitativer Rohausbeute und 86%iger Reinausbeute.
Die anspruchslosen Reaktionsbedingungen und hohen Ausbeuten machen diese Synthese zu einer brauchbaren Route zur Darstellung von racemischem 3-Phenylphthalid.

### Synthese aus 2-Formylbenzoesäureestern
Statt aus Phthalaldehydsäure kann 3-Phenylphthalid auch aus ihren Estern, den 2-Formylbenzoesäureestern, auf dem Wege einer Palladium- in bis zu 97%iger Ausbeute oder durch Rhodium- katalysierten Arylierung mit aromatischen Boronsäuren in bis zu 94%iger Ausbeute dargestellt werden.
In Gegenwart des Katalysators Allylpalladium(II)chlorid dimer – [Pd(allyl)Cl]2 – und eines Thioether-imidazoliumchlorid-Liganden sowie der Base Caesiumfluorid werden bei der Umsetzung von 2-Formylbenzoesäuremethylester mit Phenylboronsäure in Dioxan Ausbeuten von racemischem 3-Phenyl-1(3H)-isobenzofuranon bis zu 99 % erzielt.
Wegen der teuren Katalysatoren und Liganden sowie teilweise bedenklichen Lösungsmitteln, z. B. 1,4-Dioxan, lohnen diese Reaktionsvarianten eher zum Aufbau komplizierterer 3-Arylphthalide.
Die Rhodium(I)-katalysierte Addition von Phenylboronsäure an 2-Formylbenzoate in Gegenwart chiraler Phosphitliganden führt ebenfalls in hoher Ausbeute (94 %), aber relativ niedrigem Enantiomerenüberschuss (71 % ee) zu chiralem 3-Phenylphthalid.

### Synthese aus 2-Benzoylbenzoesäure
Bereits im Jahr 1876 wurde von Theodor Zincke die Darstellung des damals noch als β-Benzhydrylbenzoesäureanhydrid bezeichneten 3-Phenylphthalids – aus der einfach durch Friedel-Crafts-Acylierung von Benzol mit Phthalsäureanhydrid zugänglichen – Anthrachinon-Vorstufe 2-Benzoylbenzoesäure durch Reduktion mit Zink und Salzsäure berichtet.
Eine Verbesserung dieser Reaktion ist die von Fritz Ullmann vorgeschlagene Verwendung von Eisessig statt Salzsäure, bei der eine quantitative Ausbeute an 3-Phenylphthalid erzielt wird.
Bei der zehnfachen Vergrößerung des Ansatzes wird eine Reinausbeute von 77 % erhalten.
Aus dem Arbeitskreis von Herbert Charles Brown wurde die erste enantioselektive Synthese von 3-Phenyl-1(3H)-isobenzofuranon mit dem chiralen Boran Diisopinocampheylboran (+)-Di-3-pinanylboran berichtet.
Nach oxidativer Spaltung der Boranverbindung und Behandlung mit Dimethylsulfat wird bei einer Produktausbeute von 71 % das R-Isomer von 3-Phenylphthalid mit einem sehr hohen Enantiomerenüberschuss (ee >96 %) erhalten.

### Synthese aus Phthalaldehyd
Eine neuere Alternativroute zu 3-Phenylphthalid und 3-Arylphthaliden geht aus von Phthalaldehyd, der mit Phenylboronsäure, Cyclooctadien-Rhodiumchlorid-Dimer als Katalysator, dem Diphosphin-Liganden dppb und der Base Kaliumcarbonat das Produkt in 83%iger Ausbeute liefert.
Eine Variante dazu ist die Cobalt-katalysierte Reaktion mit Cobalt(II)-iodid, dem Diphosphin-Liganden 1,2-Bis(diphenylphosphino)ethan und der Base K2CO3, die 3-Phenyl-1(3H)-isobenzofuranon in 89%iger Ausbeute ergibt.
Auch diese übergangsmetall-katalysierten Synthesevarianten scheinen sich eher für den Aufbau komplizierterer 3-Arylphthalide zu eignen, bei denen empfindliche funktionelle Gruppen die harschen Reaktionsbedingungen der älteren Prozesse nicht tolerieren.

## Eigenschaften
3-Phenylphthalid ist ein weißer, kristalliner Feststoff, der in Wasser praktisch unlöslich ist, sich aber in einer Vielzahl von organischen Lösungsmitteln löst. Die chirale Verbindung fällt bei älteren Syntheserouten ohne den Einsatz chiraler Katalysatoren als Racemat an.

## Anwendungen
Das bei der Reaktion mit Kaliumamid in flüssigem Ammoniak mit 3-Phenyl-1(3H)-isobenzofuranon entstehende Carbanion reagiert mit Kohlendioxid (Trockeneis) unter Bildung der Lactoncarbonsäure 3-Phenylphthalid-3-carbonsäure in 87%iger Ausbeute. Das Carbanion reagiert mit Benzylchlorid zum 3-Benzyl- und mit Benzoylchlorid zum 3-Benzoylderivat und addiert Acrylnitril zum entsprechenden Cyanethylierungsprodukt.
Die Umsetzung der 3-Phenylphthalid-Vorstufe 2-Benzoylbenzoesäure mit Thionylchlorid erzeugt 3-Chlor-3-phenylphthalid, das mit tert-Butylhydroperoxid zu 3-tert-Butylperoxy-3-phenylphthalid reagiert.
Die Peroxyverbindung findet als Radikalstarter bei radikalisch initiierten Polymerisationen und als Vernetzer von Polymeren Verwendung.
Eine klassische Mehrstufensynthese einiger Modellsubstanzen für ZNS-aktiven Benzazepine geht aus von 3-Phenylphthalid, das mit Acetonitril und Natriumamid zum Lactol reagiert, das wiederum mit Dimethylformamid-dimethylacetal (DMF-DMA) ringgeöffnet wird. Die Reaktion mit Guanidin bildet ein 2-Aminopyrimidin. Die sekundäre Alkoholgruppe am Benzolring wird mit Mangandioxid zum Keton oxidiert und durch hydrierende Cyclisierung der Benzazepin-Ring geschlossen.